# Kelly Armstrong

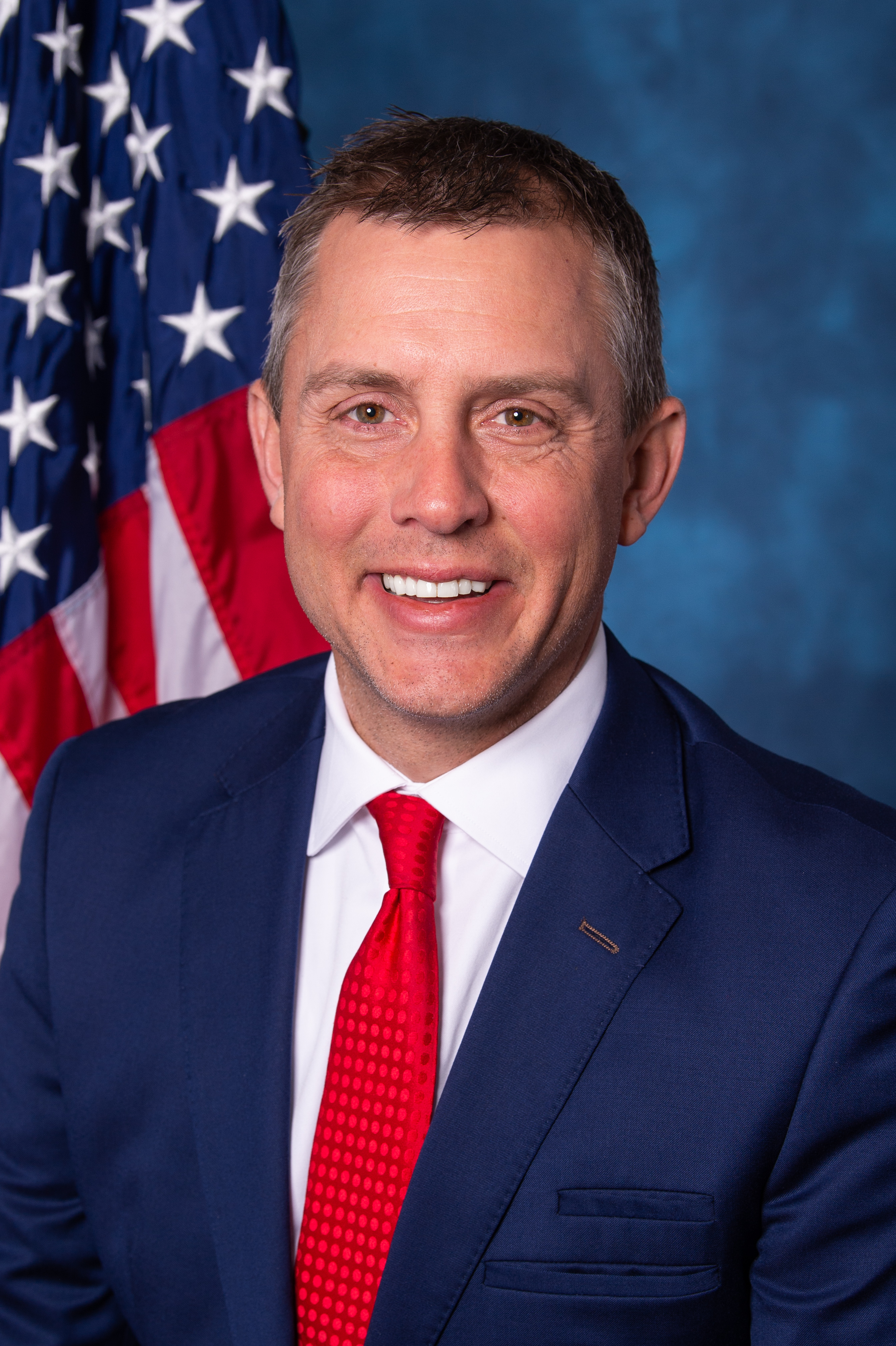
Kelly Armstrong, 2018

Kelly Michael Armstrong (* 8. Oktober 1976 in Dickinson, North Dakota) ist ein US-amerikanischer Politiker der Republikanischen Partei. Seit dem 15. Dezember 2024 amtiert er als Gouverneur von North Dakota.

## Leben
Armstrong erwarb einen Bachelorgrad an der University of North Dakota und einen juristischen Abschluss (J.D.) an der dortigen Law School. Er arbeitete danach bis 2012 als Anwalt. Er ist Partner der Anwaltskanzlei „Reichert Armstrong Law“. Zeitweise war er auch für „Armstrong Energy Corp.“ tätig, der Firma seines Vaters.
Armstrong lebt mit seiner Frau und zwei Kindern in seiner Geburtsstadt.

## Politik
Armstrong trat 2012 im 36. Bezirk in der Wahl zum Staatssenat von North Dakota an. In der Republikanischen Vorwahl hatte er keinen Gegenkandidaten. In der allgemeinen Wahl gewann er mit 74,5 % der Stimmen gegen den demokratischen Kandidaten Rich Brauhn mit 25,3 %. 2016 wurde er ohne Gegenkandidaten wieder gewählt. Im Senat gehörte Armstrong den Ausschüssen für Transport, Justiz und Energie an, dessen Vorsitzender er zuletzt war.
Von Juni 2015 bis Februar 2018 war Armstrong auch Vorsitzender der Republikaner in North Dakota und nahm 2016 als Delegierter am Parteitag der Republikaner teil.
Armstrong bewarb sich bei der Kongresswahl 2018 um den Sitz im Wahlbezirk North Dakota, dessen Mandatsinhaber Kevin Cramer erfolgreich für den US-Senat kandidierte. Er setzte sich in den republikanischen Vorwahlen mit 56,3 % der Stimmen gegen drei anderen Bewerber durch. Die allgemeinen Wahlen gewann er mit 59,9 % gegen den Kandidaten der Demokraten, Mac Schneider, der 35,9 % erhielt. Seine Amtszeit begann im Januar 2019.
2024 kandidierte er mit Erfolg für das Amt des Gouverneurs von North Dakota, und gewann die Wahl Anfang November desselben Jahres mit rund 68 % der Stimmen. Er wurde am 15. Dezember 2024 vereidigt.